# Moos (cantante)
Moos, noto anche con lo pseudonimo di Moustaphe Al-Alamy (in arabo  مصطفى العلمي‎?; Tolosa, 29 agosto 1974), è un cantante francese.

## Biografia
Moos è nato a Tolosa da genitori marocchini e cresciuto nel quartiere multietnico di Mirail, dove è venuto a contatto con stili musicali diversi, fra cui raï africano, funk e R&B. Ha suonato per la prima volta una canzone su Radio Toulouse, poi ha pubblicato il suo primo singolo nel 1998, Qui me donnera des ailes. Il suo più grande successo è stato però il secondo singolo Au nom de la rose, uscito l'anno successivo, ha raggiunto la vetta delle classifiche in Francia e Vallonia, la regione francofona del Belgio, ed è stato certificato disco di diamante dal Syndicat national de l'édition phonographique per aver venduto più di 750 000 copie in suolo francese. Le Crabe est érotique, il suo primo e unico album, è invece certificato disco d'oro in Francia, con oltre 100.000 vendite. Moos ha continuato a pubblicare musica, e canzoni Comme une étoile e Olivia sono state emerse online. Parallelamente alla sua attività di cantante ha aperto una casa da tè e un bar Tolosa.

## Discografia

### Album
- 1999 - Le Crabe est érotique

### Singoli
- 1998 - Qui me donnera des ailes
- 1999 - Au nom de la rose
- 1999 - Délicate chatte